# عشق ودموع
حطام ودبلج إلى العربية تحت اسم عشق ودموع (بالتركية: Paramparça)‏، هو مسلسل دراما تركي من إنتاج إندمول وبطولة أركان بتك قايا.

## قصة المسلسل
جوليسران (نورجول) هي من طبقة فقيرة اما جيهان (اركان) وديلارا (ايبرو) فهما من طبقة غنية كل من ديلارا وجوليسران انجبوا بنفس اليوم وبنفس المستشفى قبل 15 عاماً بسبب خطأ فادح غير كل من مصير ابنة جوليسران وابنة ديلارا حيث تم تبديل الطفلتان بسبب تشابه اسمائهم.

## أبطال المسلسل
- أركان بتك قايا بدور جهاد
- إيبرو أوزكان بدور ديالا
- نورغول يشيلتشاي بدور ياسمين
- ألينا بوز بدور هزار
- ليلى تانلار بدور غصون

## المواسم

### الموسم الأول
| يوم العرض      | ساعة العرض | بداية الموسم  | نهاية الموسم  | عدد الحلقات | قناة العرض |
| -------------- | ---------- | ------------- | ------------- | ----------- | ---------- |
| الأثنين        | 20:00      | 1 ديسمبر 2014 | 29 يونيو 2015 | 31          | Star TV    |
| الاحد - الخميس | 21:00      | 13 مارس 2016  | -             | -           | OSN ياهلا  |

### الموسم الثاني
| يوم العرض | ساعة العرض | بداية الموسم  | نهاية الموسم | عدد الحلقات | قناة العرض |
| --------- | ---------- | ------------- | ------------ | ----------- | ---------- |
| الأثنين   | 20:00      | 14 ايلول 2015 | -            | -           | Star TV    |

### الموسم الثالث
| يوم العرض | ساعة العرض | بداية الموسم  | نهاية الموسم | عدد الحلقات | قناة العرض |
| --------- | ---------- | ------------- | ------------ | ----------- | ---------- |
| الثلاثاء  | 20:20      | 19 ايلول 2016 | 27 مارس 2017 | 26          | Fox        |

## روابط خارجية
- عشق ودموع على موقع IMDb (الإنجليزية)
- عشق ودموع على موقع كينوبويسك (الروسية)
- عشق ودموع على موقع قاعدة بيانات الفيلم (الإنجليزية)